# 正八面体

正八面体⇔正二十面体⇔立方八面体という変形

正八面体（せいはちめんたい、英: regular octahedron）とは、正多面体の一種であり、8枚の正三角形から成り立つ立体である。
正多面体のひとつの正六面体のすべての頂点まわりを各面の中心まで切頂することによって得られる。（双対関係）
正四面体の各頂点を辺の中心まで切り落とした形でもある。

## 性質
- 双四角錐、反三角柱の特殊な形。
- 向かい合う面は平行である。
- 展開図の数は11種類。
- 星形化すると星型八面体となる。
- 面の数は8、辺の数は12、頂点の数は6。これらはパスカルのピラミッド（英語版）の第4段（Layer 3）の三角形の各段の数字の総和に等しい。反対側の面の中心同士を結ぶ線に沿って見た場合、面、辺、頂点は各段の数字通りのグループに分割される。
- 頂点形状は正方形であり、4本の辺と4枚の正三角形が集まる。これらはパスカルのピラミッドの第3段（Layer 2）の三角形の各段の数字の総和に等しい。
- 単独で空間充填は出来ないが、正四面体と組み合わせた空間充填は可能である。
- 下図に示すように、正六面体と双対である。

| 正六面体との双対関係 |

## 計量
| 面の面積     | {\displaystyle A={{\sqrt {3}} \over 4}a^{2}}                   |
| 表面積       | {\displaystyle S=8A=2{\sqrt {3}}a^{2}}                         |
| 体積         | {\displaystyle V={\frac {1}{3}}Sr={1 \over 3}{\sqrt {2}}a^{3}} |
| 対角線の長さ | {\displaystyle d={\sqrt {2}}a}                                 |
| 外接球半径   | {\displaystyle R={\frac {d}{2}}={a \over {\sqrt {2}}}}         |
| 内接球半径   | {\displaystyle r={a \over {\sqrt {6}}}}                        |

## 近縁な立体

### 星型

星型八面体

### 頂点と辺が共通となる立体

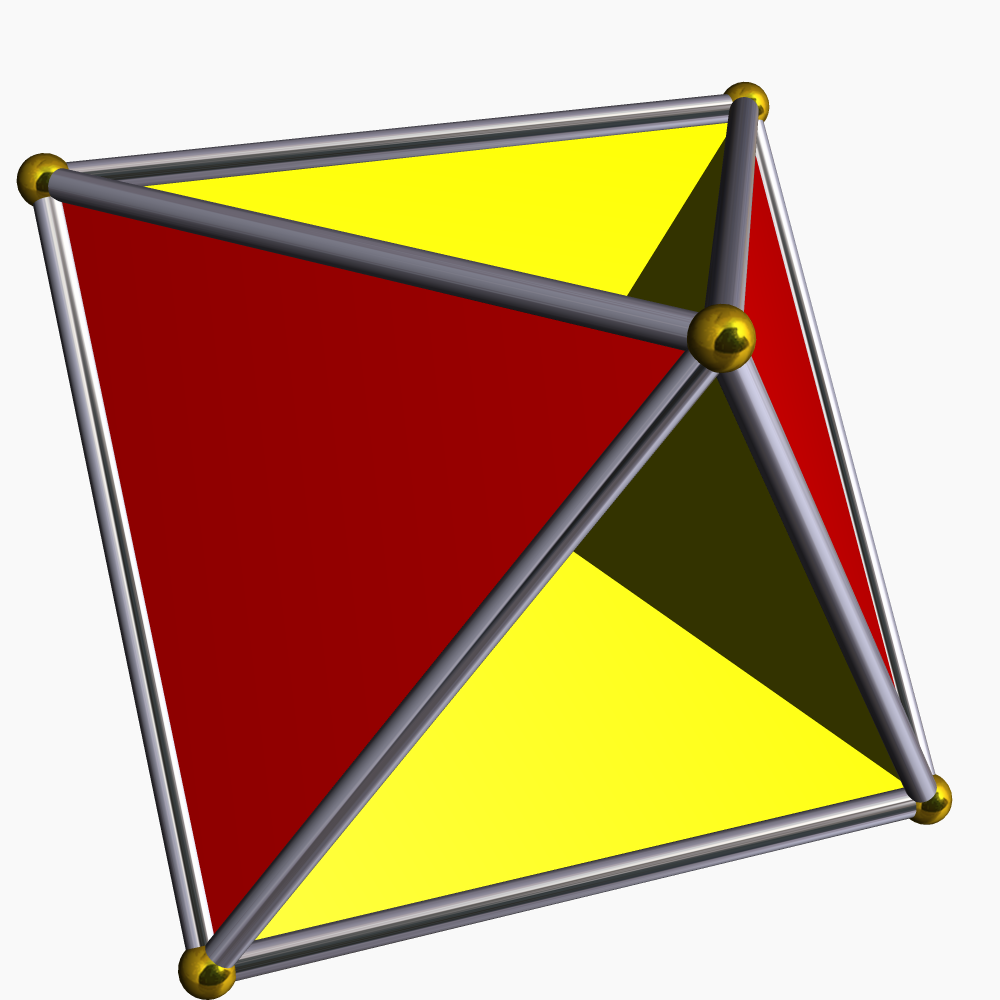
四面半六面体

### ジョンソンの立体

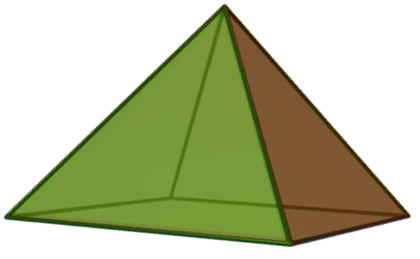
正四角錐 （半分に割る）
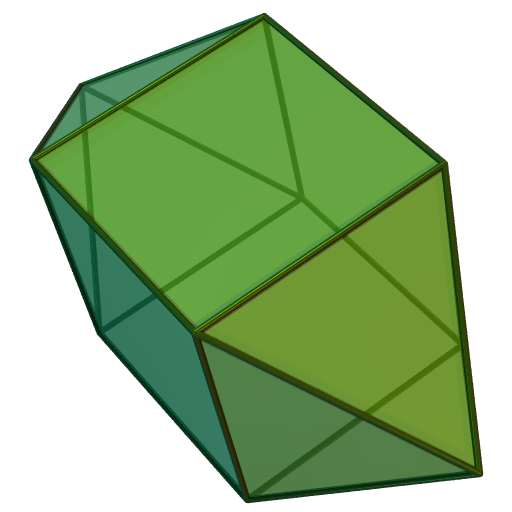
双四角錐柱 （間に正四角柱を挟む）
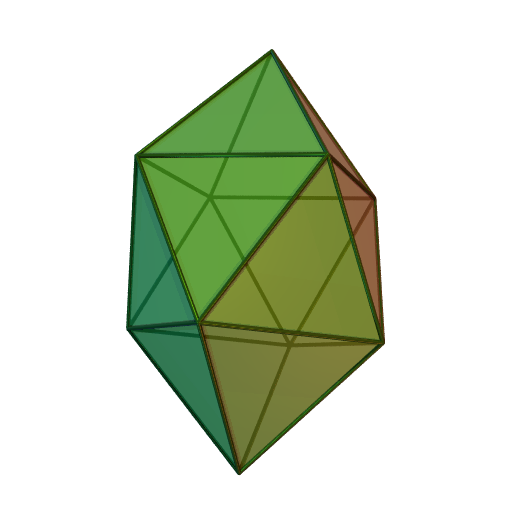
双四角錐反柱 （片側を45°捻り、間に正反四角柱を挟む）
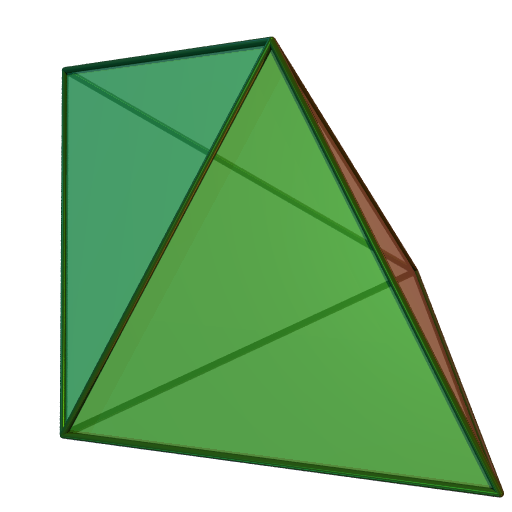
双三角錐 （錐の角の数を減らす）
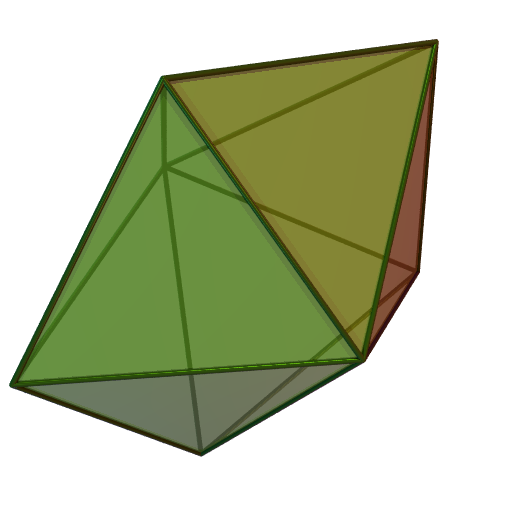
双五角錐 （錐の角の数を増やす）

### その他

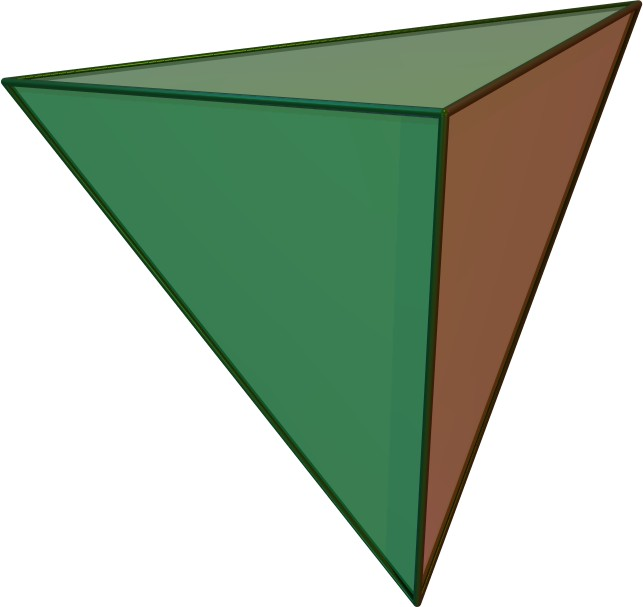
正四面体 {3, 3} （ベースの形）
切頂四面体 t{3, 3} （正四面体との中間にあたる）
切頂八面体 t{3, 4} （切頂する）
立方八面体 r{4, 3} = r{3, 4} （深く切頂する）
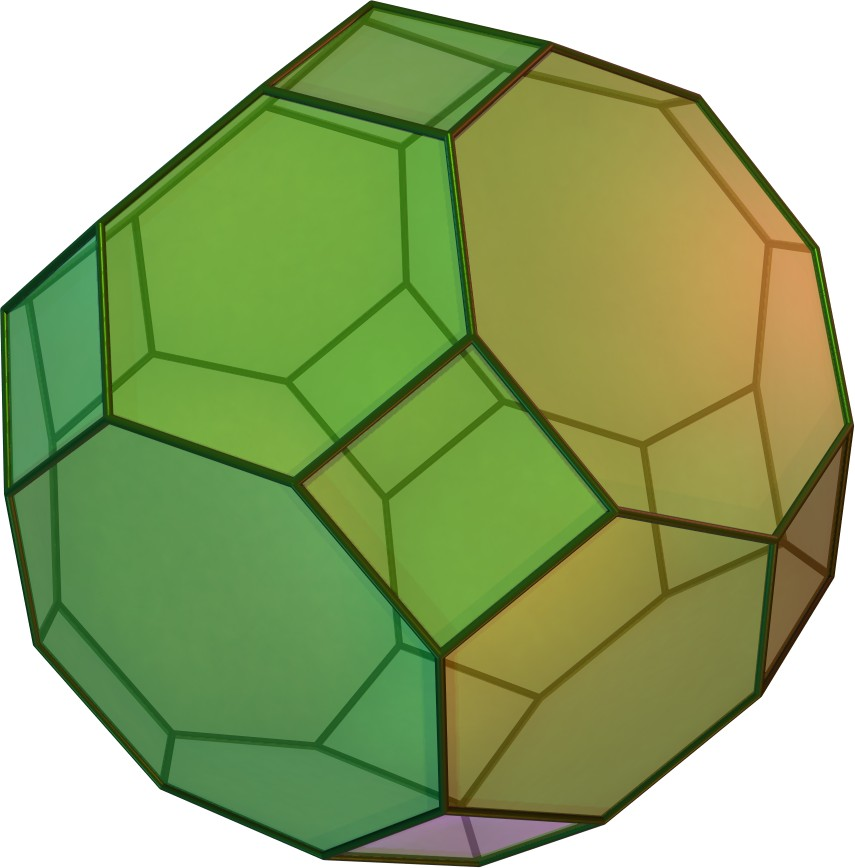
斜方切頂立方八面体 tr{4, 3} （頂点と辺を削る）
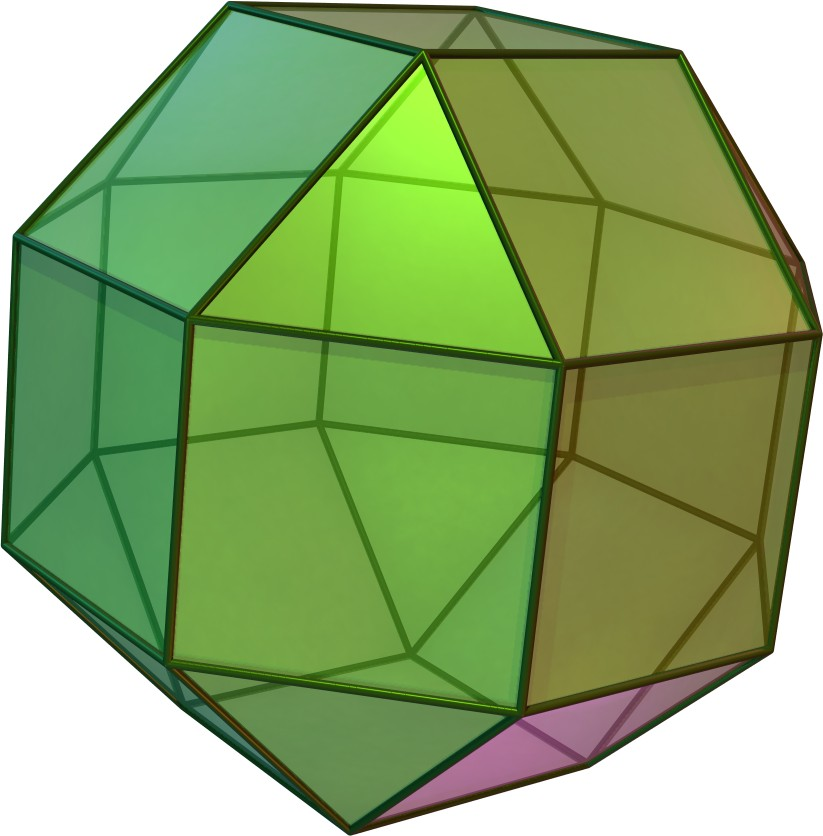
斜方立方八面体 rr{4, 3} （Expansionを行う）
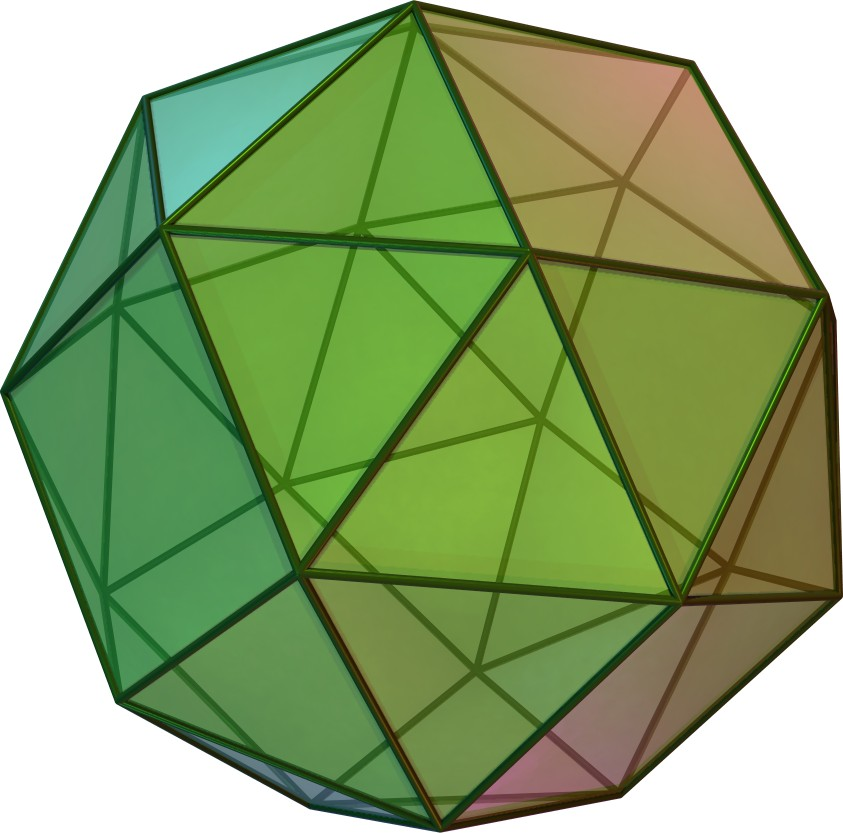
変形立方体 sr{4, 3} （面をねじる）
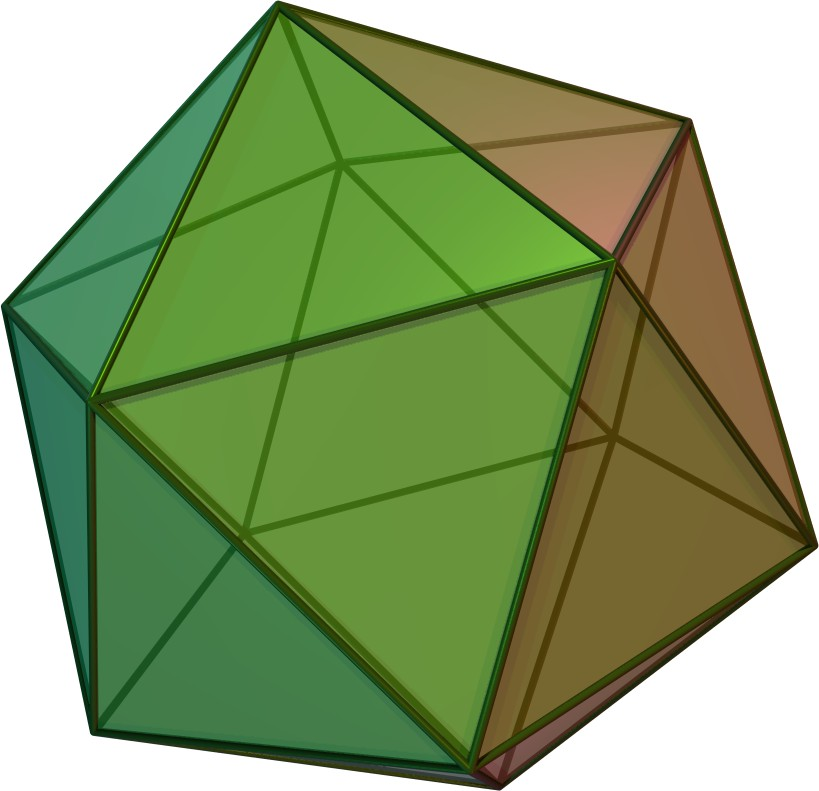
正二十面体 s{4, 3} （面を隣り合う面同士で逆方向にねじる）
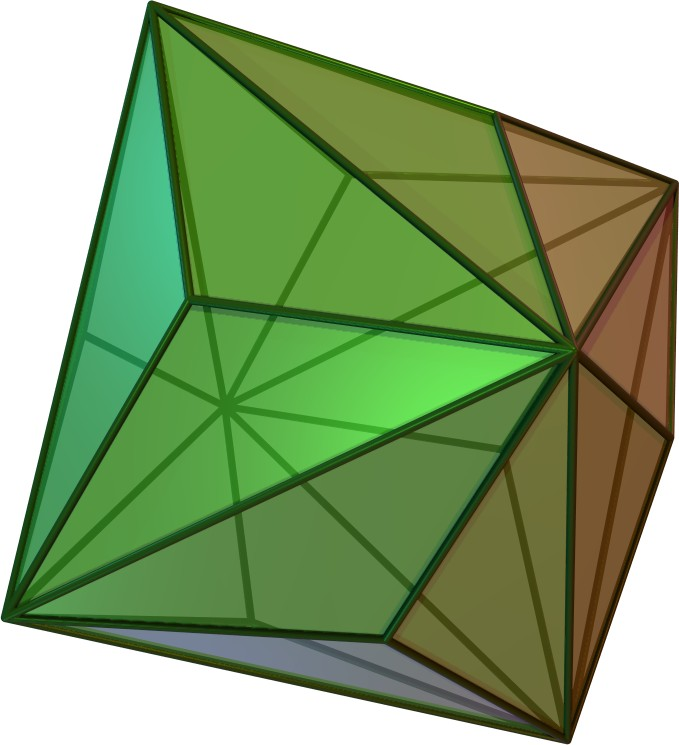
三方八面体 （各面の中心を持ち上げる）
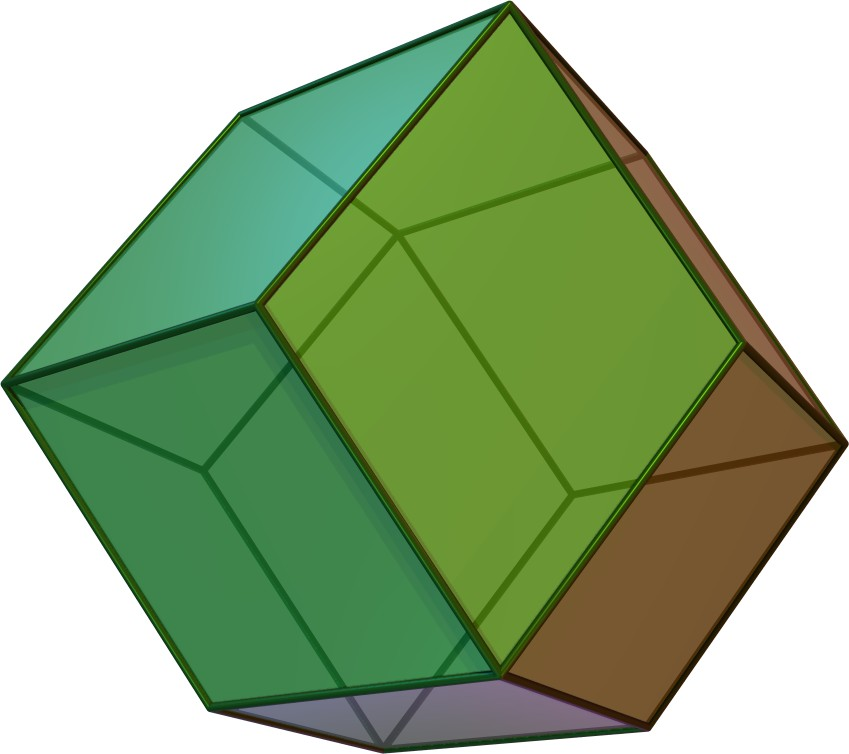
菱形十二面体 （各面の中心を更に持ち上げる）
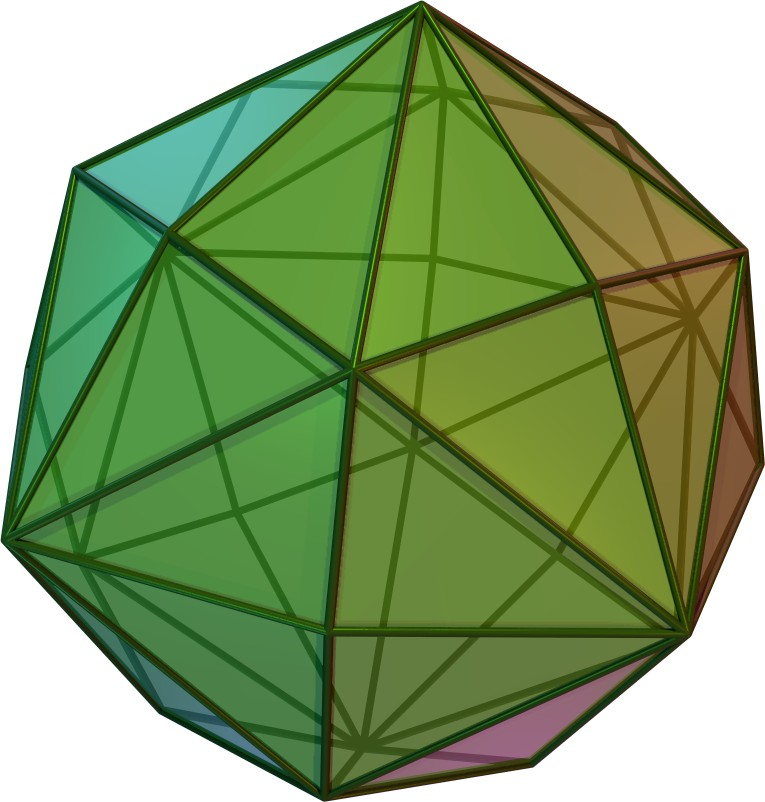
六方八面体 （各面と各辺の中心を持ち上げる）
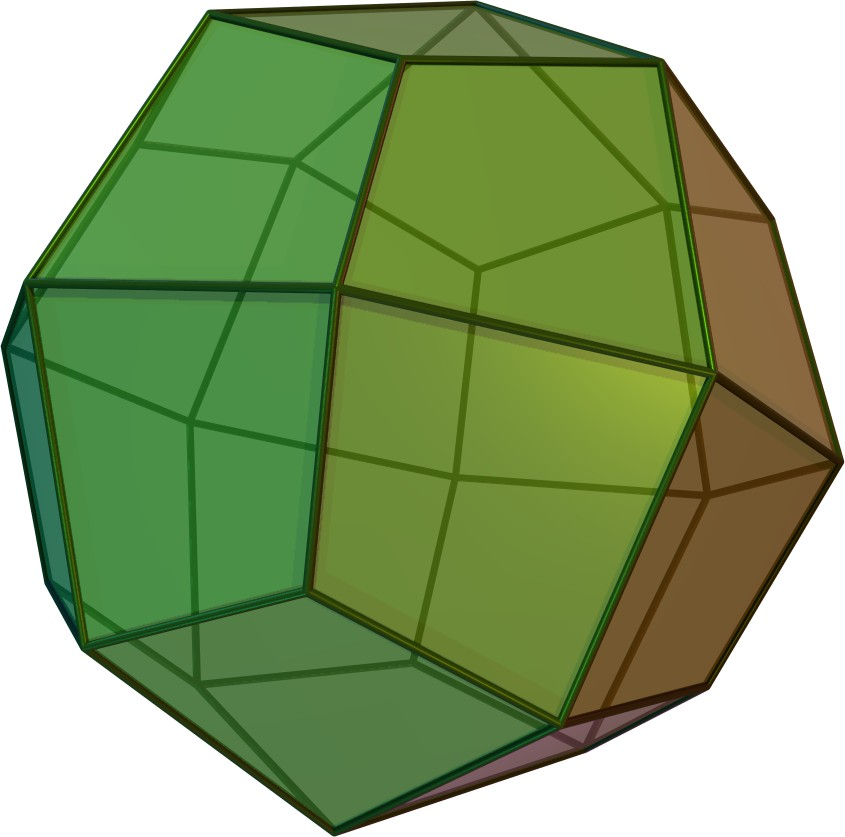
凧形二十四面体 （各面と各辺の中心を、四角形に分かれるように持ち上げる）
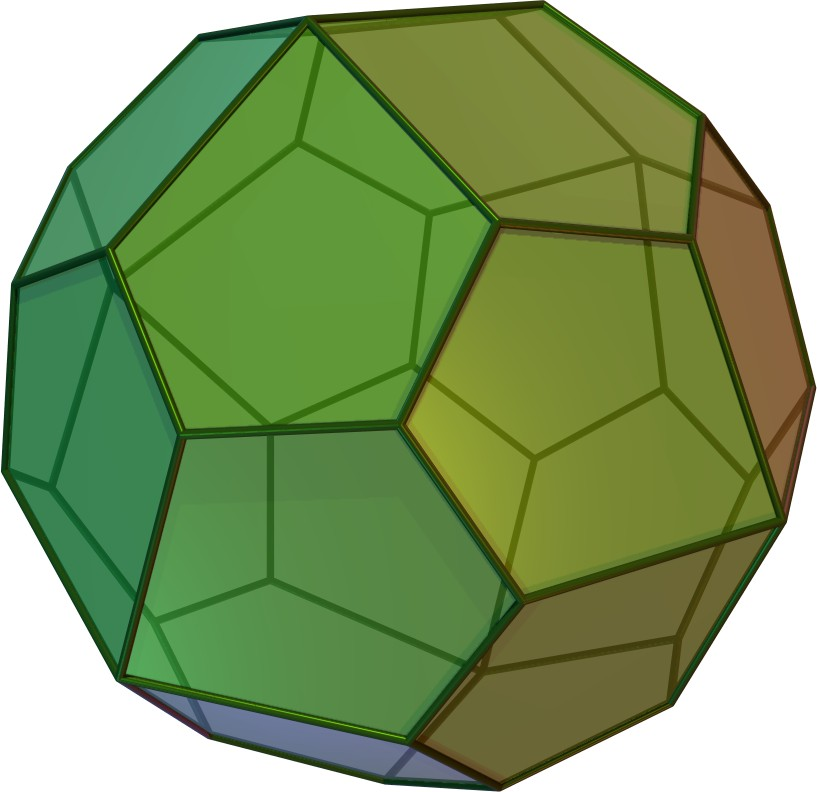
五角二十四面体 （頂点をねじる）
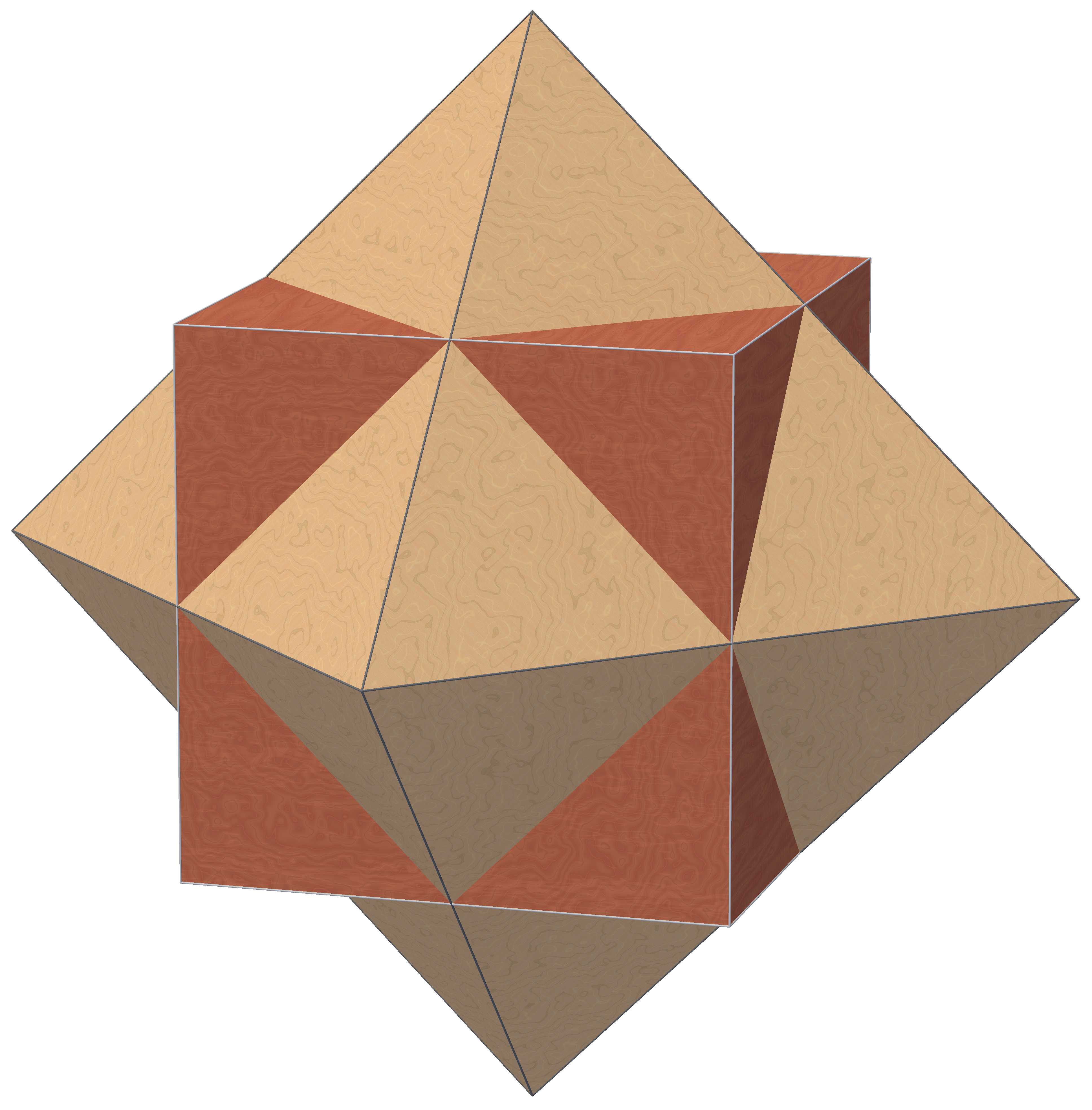
正六面体と正八面体による複合多面体
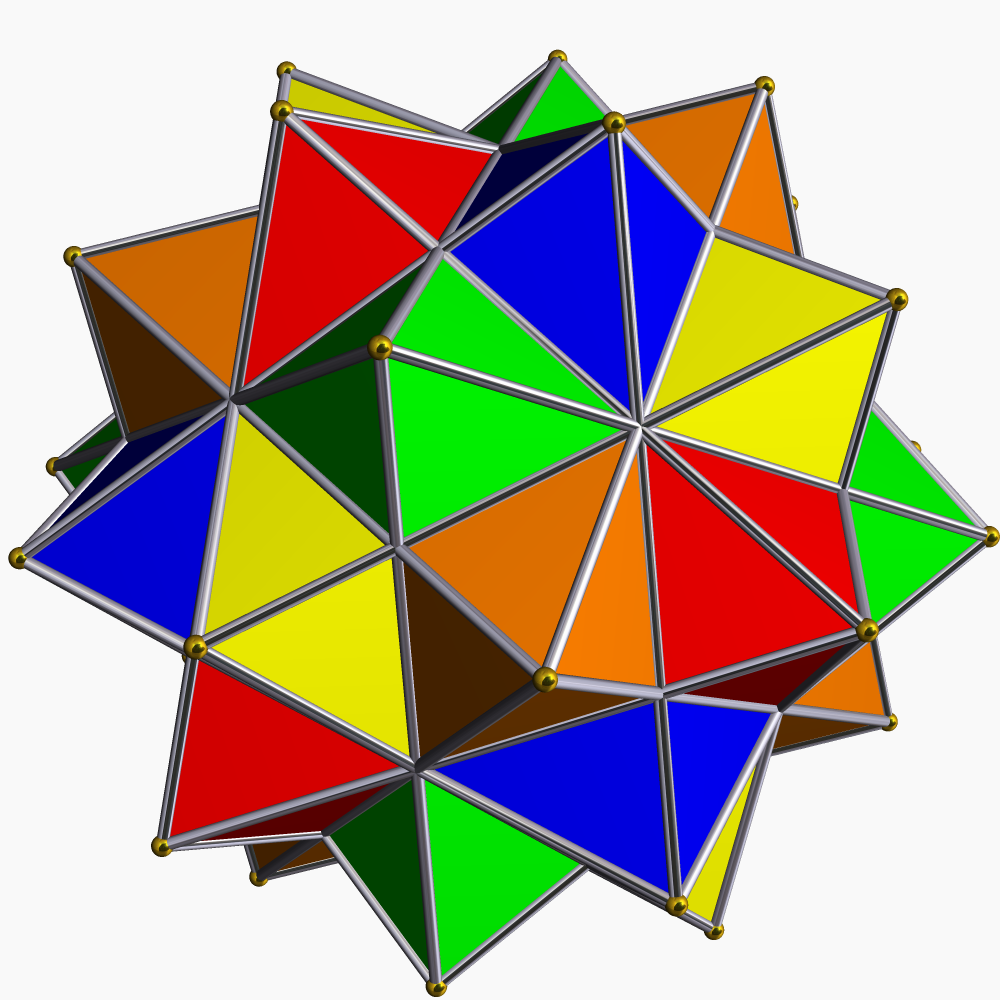
5個の正八面体による複合多面体
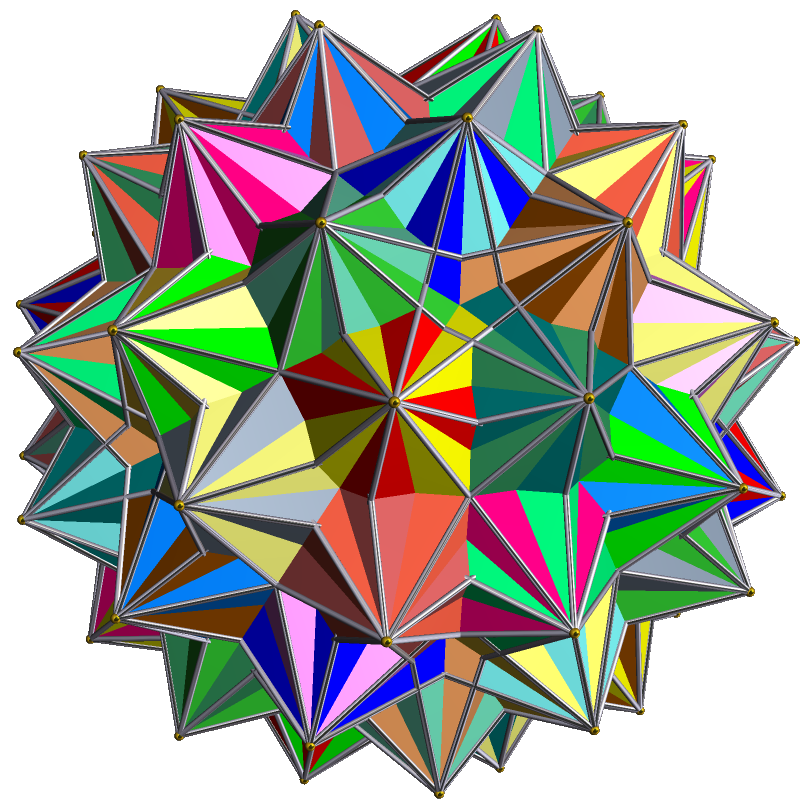
20個の正八面体による複合多面体
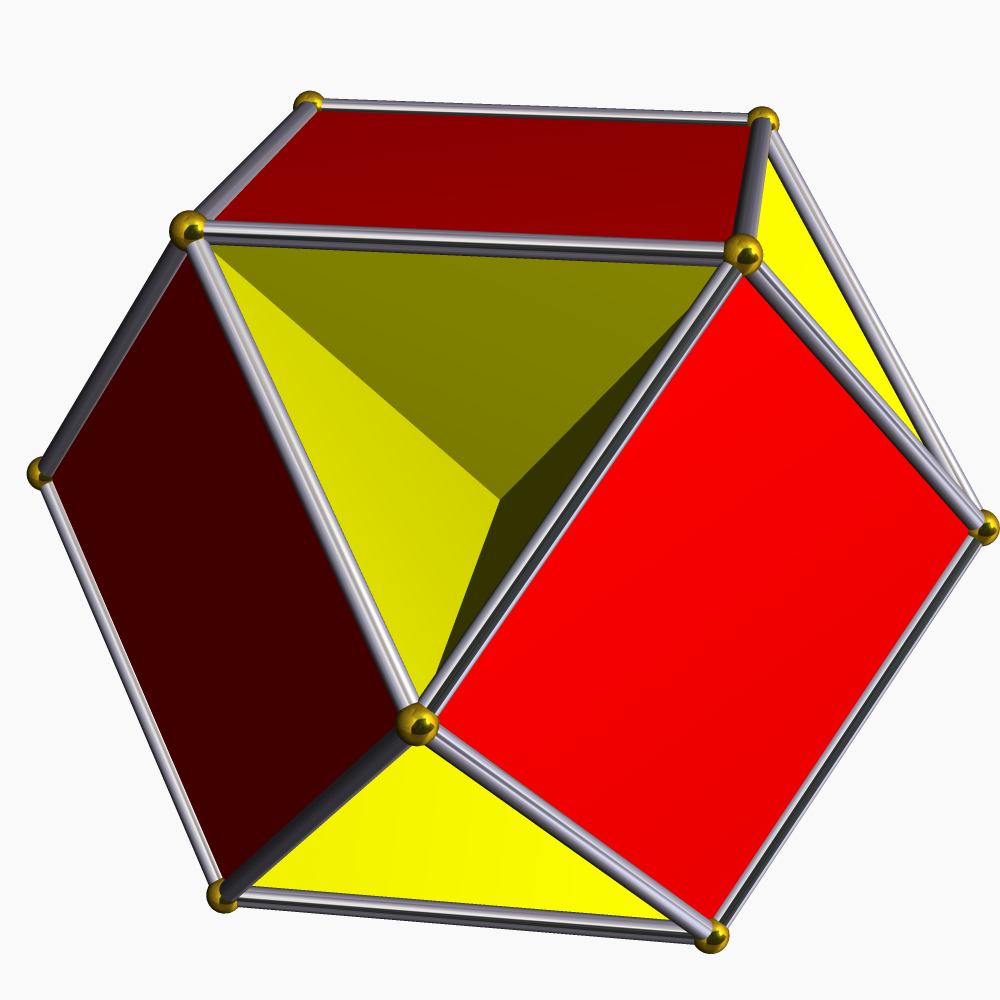
立方半八面体
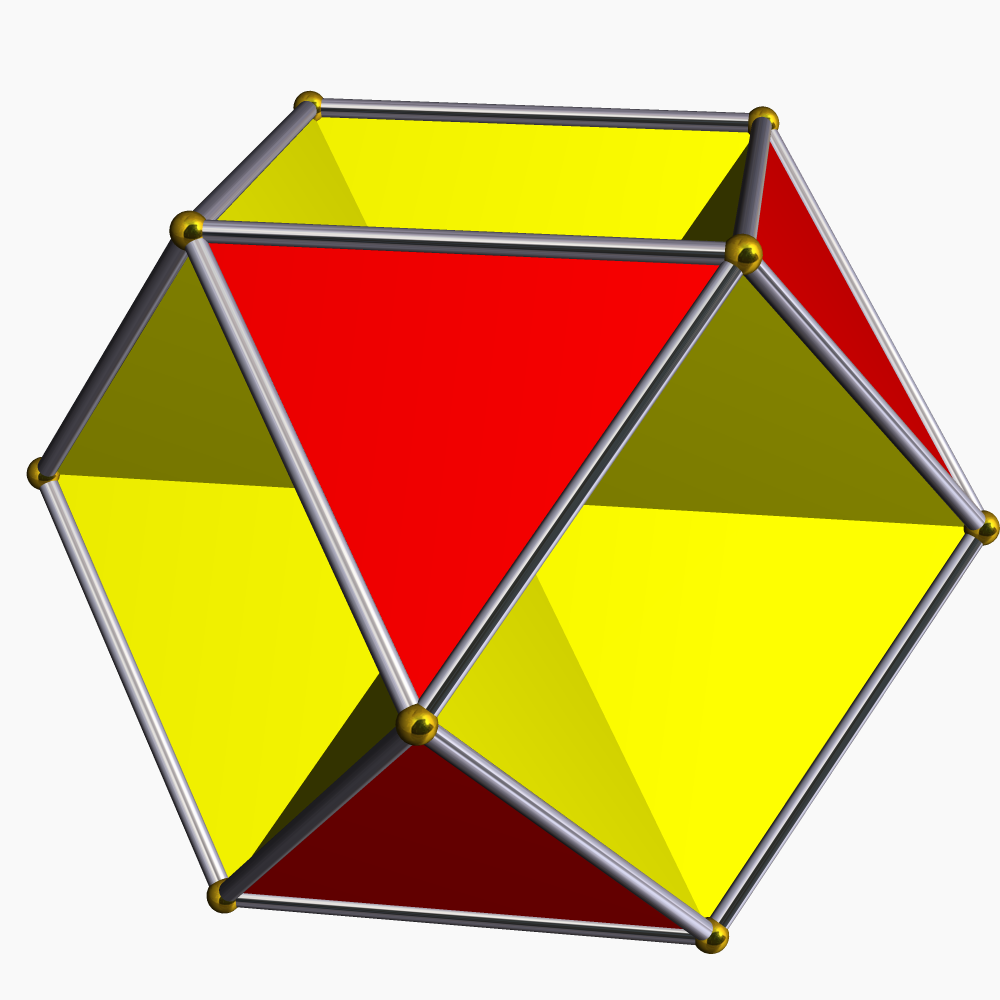
八面半八面体
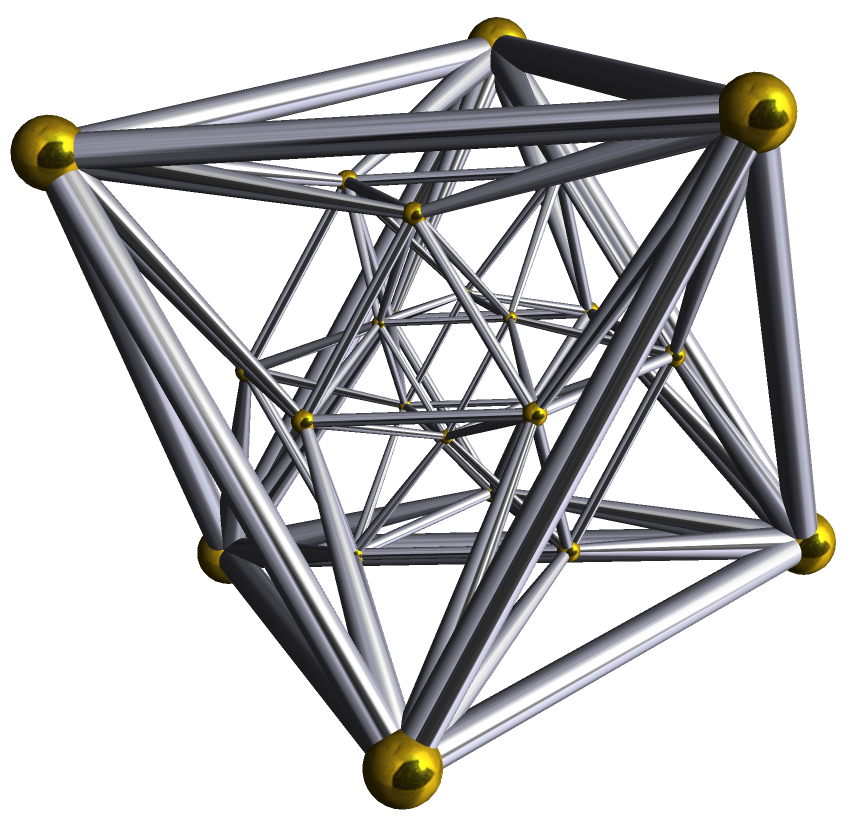
正二十四胞体 （16個を4次元空間内で貼り合わせる）